# Fontenoy-la-Joûte
Fontenoy-la-Joûte là một xã của tỉnh Meurthe-et-Moselle, thuộc vùng Grand Est, đông bắc nước Pháp. Xã này nằm ở khu vực có độ cao trung bình 293 mét trên mực nước biển.

## Biến động dân số
| 1962                | 1968 | 1975 | 1982 | 1990 | 1999 |
| ------------------- | ---- | ---- | ---- | ---- | ---- |
| 336                 | 340  | 292  | 275  | 278  | 281  |
| số liệu từ năm 1968 |      |      |      |      |      |